# Hypervapotron
L'hypervapotron est un système de refroidissement. 
Ce type de système est notamment utilisé dans le puissant émetteur radiophonique d'Allouis et dans certains réacteurs nucléaires.

## Usage en radiodiffusion
La technologie de base dite vapotron a été développée en 1950 par Charles Beurtheret (1909 - 1977) à la Compagnie française Thomson-Houston (CFTH) de Saint-Germain-en-Laye. Le principe est le suivant : le tube électronique en verre est plongé dans une cuve métallique remplie d'eau pure (on utilise de l'eau pure afin d’empêcher tout dépôt de tartre sur les échangeurs ; l'eau se vaporisant il y a concentration de matière sèche). Lorsque le tube fonctionne, l'eau circule en circuit fermé grâce à un système de pompage. L'eau liquide froide entre par le bas de la cuve et se vaporise au contact de la chaleur émise par les ailettes de dissipation du tube. La vapeur chaude monte pour s'évacuer vers un condenseur qui la refroidit. On réinjecte ensuite le fluide caloporteur dans la cuve.
L'émetteur grandes ondes de Radio Monte Carlo (RMC), situé sur le plateau de Fontbonne, a été équipé de tubes vapotron en 1955.